# فران بريل
فران بريل (بالإنجليزية: Fran Brill)‏ هي محركة دمى وممثلة أمريكية، ولدت في 30 سبتمبر 1946 في تشيستر في الولايات المتحدة.

## أعمال

### مسلسلات
- شارع السمسم
- كوردج الجبان

## وصلات خارجية
- فران بريل على موقع IMDb (الإنجليزية)
- فران بريل على موقع ألو سيني (الفرنسية)
- فران بريل على موقع ميوزك برينز (الإنجليزية)
- فران بريل على موقع أول موفي (الإنجليزية)
- فران بريل على موقع قاعدة بيانات برودواي على الإنترنت (الإنجليزية)
- فران بريل على موقع قاعدة بيانات الأفلام السويدية (السويدية)
- فران بريل على موقع قاعدة بيانات الفيلم (الإنجليزية)
- فران بريل على موقع كينوبويسك (الروسية)